# Hendrik Gerrit Cannegieter (meteoroloog)
Hendrik Gerrit Cannegieter (Den Haag, 19 juli 1879 – Utrecht, 14 november 1964) was een Nederlands meteoroloog.
Hij was zoon van Hendrika Margaretha Sillevis en Frans Hendrik Reen Cannegieter behorend tot het geslacht Cannegieter. Hijzelf was getrouwd met Christina Johanna Feits (zij overleed op 29-jarige leeftijd in 1910) en hertrouwde in 1912 met Alida van de Linden.
Hij studeerde andere takken van sport dan weerkunde; hij studeerde aan de Universiteit Utrecht wiskunde en natuurkunde. De studie combineerde hij met een assistentschap aan genoemde universiteit. In 1911 promoveerde hij.
Vanuit zijn studie werd hij wetenschappelijk assistent bij het Koninklijk Nederlands Meteorologisch Instituut (KNMI). Hij ging de hogere luchtlagen bestuderen aan de hand van specifiek voor hem ontworpen vliegers. Hij wist vanaf Vliegbasis Soesterberg vanuit vliegtuigen het weer te (laten) bekijken. Hij groeide bij het KNMI door tot hij in 1916 adjunct-directeur en in 1937 directeur afdeling weer- en luchtvaartmeteorologie werd. In die periode wist hij ook een Nederlands waarneemstation op IJsland van de grond te krijgen en werd secretaris van de Internationale Meteorologische Organisatie (IMO). Tussen 1938 en 1946 was hij algemeen directeur van het KNMI.
Zijn werk Wat leeren ons de wolken werd gezien als standaardwerk. Ook beschreef hij de geschiedenis van het IMO en schreef in het gedenkboek bij 100 jaar KNMI.
In het verlengde op zijn vakgebied lag zijn hobby ballonvaren; hij was een van de eerste balloncommandanten en ontving daarom het Montgolfier-diploma van de Internationale Luchtvaart Federatie. Hij kon tijdens die vluchten zijn eigen metingen doen.
Voor zijn werk werd hij diverse malen onderscheiden. Hij kreeg benoemingen tot ridder in de Orde van Oranje-Nassau, Groot Ridder van de IJslandse Valk en officier in de Kroonorde van Italië.
Hij overleed op 85-jarige leeftijd en werd begraven op Oud Eik en Duinen in Den Haag. Zijn overlijden was landelijk nieuws.
- Gemeinsame Normdatei: 130374792
- International Standard Name Identifier: 0000 0000 2042 7635
- Mathematics Genealogy Project: 113600
- Nationale Bibliotheek van Israël: 987007402777105171
- Nederlandse Thesaurus van Auteursnamen: 144257718
- Virtual International Authority File: 13414691